# Psiquiatría evolutiva
La psiquiatría evolutiva, también conocida como psiquiatría darwiniana,   es un enfoque teórico de la psiquiatría que tiene como objetivo explicar los trastornos mentales en términos evolutivos.   Como rama del campo de la medicina evolutiva, se diferencia de la práctica médica de la psiquiatría en su énfasis en proporcionar explicaciones científicas en lugar de tratamientos para los trastornos mentales. Esto a menudo se refiere a cuestiones de causalidad última. Por ejemplo, la genética psiquiátrica puede descubrir genes asociados con trastornos mentales, pero la psiquiatría evolutiva pregunta por qué esos genes persisten en la población. Otras cuestiones centrales en la psiquiatría evolutiva son por qué los trastornos mentales hereditarios son tan comunes  cómo distinguir la función y la disfunción mental,  y si ciertas formas de sufrimiento conllevan una ventaja adaptativa.  Los trastornos comúnmente considerados son depresión, ansiedad, esquizofrenia, autismo, trastornos de la conducta alimentaria y otros. Los conceptos explicativos clave son el desajuste evolutivo (cuando los entornos modernos causan condiciones de salud mental) y el hecho de que la evolución está guiada por el éxito reproductivo más que por la salud o el bienestar. En lugar de proporcionar una explicación alternativa de la causa del trastorno mental, la psiquiatría evolutiva busca integrar los hallazgos de las escuelas tradicionales de psicología y psiquiatría, como la psicología social, el conductismo, la psiquiatría biológica y ellpsicoanálisis, en una explicación holística relacionada con la biología evolutiva. En este sentido, pretende cumplir con los criterios de un cambio de paradigma kuhniano.
Aunque está fuertemente influenciada por la psicología evolutiva,  como señalaron Abed y St John-Smith en 2016, "a diferencia de la psicología evolutiva, que es una subdisciplina vibrante y próspera de la psicología académica con un programa de investigación sólido y bien financiado, la psiquiatría evolutiva sigue siendo el interés de un pequeño número de psiquiatras que se encuentran dispersos por todo el mundo". Ha ganado un reconocimiento institucional cada vez mayor en los últimos años, incluida la formación de un grupo de interés especial en psiquiatría evolutiva dentro del Royal College of Psychiatrists y la Sección de Psiquiatría Evolutiva dentro de la Asociación Mundial de Psiquiatría,  y ha ganado fuerza con la publicación de textos dirigido al público popular, como Good Reasons for Bad Feelings: Insight from the Frontier of Evolutionary Psychiatry  de Randolph Nesse.

## Historia
La búsqueda de la psiquiatría evolutiva en su forma moderna se remonta a finales del siglo XX. Un texto histórico fue Why We Get Sick: The New Science of Darwinian Medicine  de George Williams y Randolph Nesse (que también podría considerarse como el comienzo de la medicina evolutiva), la publicación de Evolutionary Psychiatry: A New Beginning  de John Price y Anthony Stevens y otros. Sin embargo, las cuestiones que preocupan a la psiquiatría evolutiva tienen una historia más larga, por ejemplo, fueron reconocidas por Julian Huxley y Ernst Mayr en un artículo temprano  considerando posibles explicaciones evolutivas para lo que se conoce como la "paradoja de la esquizofrenia". 
Los conceptos aplicados por la psiquiatría evolutiva moderna para explicar los trastornos mentales también son mucho más antiguos que el campo, en muchos casos. El sufrimiento psicológico como parte inevitable, y a veces útil, de la existencia humana ha sido reconocido desde hace mucho tiempo, y la idea de la locura divina  impregna las sociedades y religiones antiguas. Cesare Lombroso, un psiquiatra pionero, comenzó a utilizar la teoría de la evolución para explicar los trastornos mentales ya en 1864, proponiendo que la locura era el precio del genio, ya que los cerebros humanos no habían evolucionado con la capacidad de volverse hiperinteligentes y creativos y, sin embargo, permanecer cuerdos.  Darwin aplicó la teoría de la evolución para explicar los rasgos psicológicos y las emociones, y reconoció la utilidad de estudiar los trastornos mentales para comprender la función psicológica natural. Freud estuvo fuertemente influenciado por la teoría darwiniana y hacia el final de su vida recomendó que los psicoanalistas estudiaran la teoría de la evolución.  La teoría del apego de Bowlby se desarrolló en referencia explícita a la teoría de la evolución. 
En 2016, Riadh Abed y Paul St-John Smith crearon el Grupo de Interés Especial en Psiquiatría Evolutiva (Evolutionary Psychiatry Special Interest Group: EPSIG) en el Royal College of Psychiatrists del Reino Unido.  Ahora es la institución mundial más grande para conectar a psiquiatras e investigadores interesados en la psiquiatría evolutiva  con más de 1700 miembros.  Ha organizado varios seminarios y reuniones dedicadas a la psiquiatría evolutiva y ha acogido conferencias de destacados académicos como Simon Baron-Cohen y Robin Dunbar. Todas las reuniones están disponibles en el canal de YouTube de EPSIGUK.  EPSIG también publica boletines informativos periódicamente,  organiza conferencias, realiza entrevistas y presenta ensayos especiales relacionados con la psiquiatría evolutiva (para lo cual aún no existe una revista académica dedicada). Como afirmó Riadh Abed (presidente anterior) en un boletín: "Nuestros objetivos son a la vez grandes y radicales: son que la evolución sea aceptada como el marco general de la psiquiatría y que la evolución ocupe un lugar central en nuestra comprensión de la salud mental y los trastornos mentales. ". 
Abed y St-John Smith editaron un volumen de 2022 Evolutionary Psychiatry: Current Perspectives on Evolution and Mental Health (Psiquiatría evolutiva: perspectivas actuales sobre la evolución y la salud mental),  coeditado por el Royal College of Psychiatrists y Cambridge University Press, que marca la publicación más extensa en el campo hasta la fecha, constituyendo la base para el primer pódcast dedicado a la psiquiatría evolutiva: Evolving Psychiatry. 

## Función y disfunción psicológica
Los trastornos mentales a menudo se definen como "disfunción" en manuales psiquiátricos como el DSM, sin una definición precisa de qué constituye disfunción, lo que permite que cualquier estado mental considerado socialmente inaceptable (como la homosexualidad) se considere disfuncional y, por tanto, un trastorno mental.
La teoría evolutiva se encuentra en una posición única para poder distinguir la función biológica de la disfunción debida a procesos evolutivos.  A diferencia de los objetos y procesos de la física y la química, de los que no se puede decir estrictamente que estén funcionando ni disfuncionando,  los sistemas biológicos son productos de la evolución por selección natural, por lo que su "función" y "disfunción" pueden relacionarse con ese proceso evolutivo. El concepto de función evolutiva está ligado al éxito reproductivo ocasionado por los fenotipos que provocaron la propagación de genes. Los ojos evolucionaron para ver (la función de los ojos es ver), por lo que los ojos disfuncionales son aquellos que no pueden ver. Este sentido de función se define por la historia evolutiva de la vista que proporciona el éxito reproductivo, no por las opiniones culturales actuales sobre normalidad y anormalidad de las que a menudo dependen las concepciones comunes de salud y desorden.  La influyente definición de trastorno de "disfunción nociva" de Jerome Wakefield utiliza efectos evolutivamente seleccionados para fundamentar el concepto de "disfunción" en el proceso objetivo de la evolución. Wakefield propone que el trastorno mental debe ser a la vez dañino, en un sentido definido por valores, y disfuncional, en un sentido evolutivo. 
Esta base de la disfunción en un proceso histórico objetivo es importante en el contexto de la historia de la psiquiatría de etiquetar estados y rasgos mentales socialmente indeseables como "trastornos", como la masturbación femenina y la homosexualidad. Los manuales de diagnóstico actuales se deciden por consenso. Por ejemplo, en 1973 la APA convocó a una votación para reconsiderar el estatus de la homosexualidad como trastorno mental. Por una mayoría del 58%, fue rechazada.  La categoría de trastorno límite de la personalidad se creó sobre la base de un único artículo y del consenso de aproximadamente una docena de psiquiatras.  En 2014, los psiquiatras votaron sobre las características de un nuevo trastorno: la adicción a los juegos de Internet.  La dependencia de votos y consenso de expertos en lugar de evidencia objetiva o biomarcadores es una crítica de larga data a la psiquiatría que la psiquiatría evolutiva puede evitar adoptando la definición evolutiva de disfunción.

## Causación evolutiva y las cuatro preguntas de Tinbergen
Las preguntas y preocupaciones de investigación de la medicina y la psiquiatría evolutivas se pueden distinguir de la biomedicina normal y la investigación en psiquiatría biológica porque plantean preguntas finales en lugar de próximas. Esta distinción última-proximal fue introducida por Ernst Mayr  para identificar diferentes niveles de explicación causal: las explicaciones próximas se refieren a procesos biológicos mecanicistas (por ejemplo, genes, desarrollo ontogenético, hormonas, estructura y función neurológicas), mientras que las explicaciones últimas preguntan sobre el proceso evolutivo. de selección natural que llevó a que estas estructuras y procesos biológicos funcionaran como se observa. Esto podría concebirse como que las explicaciones próximas son preguntas de "cómo", mientras que las explicaciones últimas son preguntas de "por qué".
Niko Tinbergen deconstruyó aún más esta distinción próxima-última en sus cuatro preguntas.  Estas cuestiones de mecanismo, ontogenia, función y filogenia pueden plantearse respecto de cualquier rasgo o trastorno (a menudo conductual, aunque no necesariamente) para identificar las diferentes cuestiones de causalidad que son simultáneamente relevantes.
Las cuestiones próximas se pueden separar en cuestiones de mecanismo, que se refieren a cómo funciona el rasgo, la estructura y el proceso de su mecanismo biológico, y cuestiones de ontogenia o desarrollo individual, que se refieren a cómo se desarrolla el rasgo en un individuo.
Las preguntas fundamentales pueden ser la función evolutiva o el valor adaptativo, que se refiere a cómo el rasgo influyó en la aptitud a lo largo de la historia evolutiva; y cuestiones de filogenia o evolución, que se refieren a la historia de un rasgo en el árbol filogenético.
Para tomar el ejemplo de la depresión, podemos preguntarnos sobre los mecanismos inmediatos (por ejemplo, las propiedades de los neurotransmisores), el desarrollo ontogenético (por ejemplo, el desarrollo neurológico a lo largo de la vida de un individuo), la función adaptativa (por ejemplo, el sistema de bajo estado de ánimo) y la filogenia (por ejemplo, un aparente bajo estado de ánimo en reacción a la derrota social en los primates).

## Conceptos explicativos clave en psiquiatría evolutiva
El trastorno mental es el resultado de muchas causas ambientales y genéticas diferentes, con diversos correlatos neurológicos complejos, pero la medicina evolutiva reconoce varios principios generales que permiten la vulnerabilidad al trastorno. Adaptado de Nesse (2019),  Stearns (2016)  y Gluckman (2016). 

### Éxito reproductivo por encima de la salud
La selección natural actúa sobre la aptitud reproductiva, no sobre los estados biológicos que son los que pueden considerarse saludables; los estados saludables sólo se seleccionan si también tienen efectos positivos sobre el éxito reproductivo. Esto se utiliza en la medicina evolutiva para explicar el envejecimiento y las enfermedades de la senescencia: las enfermedades que aparecen después de la edad reproductiva tienen un efecto mínimo sobre la fecundidad. El sufrimiento psicológico y diversos estados cognitivos que pueden parecer insalubres o desordenados también pueden ser productos de procesos evolutivos si aumentaron el éxito reproductivo. Se puede observar evidencia de esto en trastornos asociados con una disfunción aparente sustancial, pero con niveles promedio de fertilidad.

### Discordancia
El desajuste evolutivo ocurre cuando los rasgos evolucionados se vuelven desadaptativos debido a cambios en el medio ambiente. Este es un factor común que causa cambios evolutivos (por ejemplo, en la polilla moteada) y es relevante para la medicina cuando los rasgos no coincidentes causan problemas que afectan la salud. En algunos casos, las condiciones psiquiátricas pueden ser estados evolucionados que malinterpretamos como trastornos porque ya no se ajustan a nuestras expectativas sociales; o pueden ser estados mentales o rasgos que se manifestarían saludablemente en entornos ancestrales, pero que se volverían patológicos debido a alguna característica de los entornos modernos. La evidencia de desajuste es más prominente cuando se comparan seres humanos de vida tradicional con humanos de vida moderna o cuando surgen nuevos factores ambientales que claramente causan enfermedades (por ejemplo, la disponibilidad de alimentos baratos y ricos en calorías que causan obesidad).

### Defensas
Las respuestas psicológicas como el miedo y el pánico son adaptativas en muchas situaciones,  especialmente de peligro inminente, y se observan en múltiples especies. Ciertos trastornos mentales pueden resultar de tales respuestas, ya sea como una sobreactivación desadaptativa de la respuesta, o como un proceso adaptativo que está específicamente sintonizado para sobreactivarse porque el costo de aptitud de la respuesta es superado por el beneficio de aptitud (llamado principio del detector de humo)..  El hecho de que tales experiencias sean muy angustiosas, debilitantes e inapropiadas lleva a su diagnóstico como trastornos mentales.

### Equilibrio de selección de mutación
La selección natural actúa sobre las mutaciones genéticas, que están presentes en cada generación, eliminando aquellas que reducen la aptitud y aumentando la prevalencia de aquellas que mejoran la aptitud. También es más probable que las mutaciones reduzcan la aptitud física en lugar de mejorarla. Los rasgos biológicos con un tamaño objetivo mutacional grande, como el cerebro, donde se expresa más del 80% del genoma,  son especialmente propensos a ser sospechosos de mutaciones dañinas que afectan negativamente la función cognitiva, que luego son eliminadas por selección natural. Este tipo de mutaciones suelen estar asociadas con discapacidad intelectual, ciertos casos de autismo, esquizofrenia y muchos más trastornos. El hecho de que las mutaciones de novo causen tales trastornos en unos pocos casos se ha utilizado para argumentar que los otros casos son causados por procesos patológicos aún no descubiertos, aunque la presencia de heterogeneidad dentro de las categorías de trastornos y la falta de patología descubierta a pesar de un importante trabajo en neurociencia y genética hay evidencia en contra de ese punto de vista.

## Explicaciones evolutivas para trastornos específicos

### Esquizofrenia
La esquizofrenia se caracteriza principalmente por psicosis (alucinaciones y delirios) y síntomas de debilitamiento cognitivo como habla errática, pérdida de interés en las actividades normales y pensamiento desordenado. Es la condición más extrema del espectro de la esquizofrenia o psicosis, que incluye la esquizotipia y otros trastornos psicóticos, extendiéndose posiblemente a experiencias inusuales como percibir fantasmas o creer en magia que son comunes en la población.
La esquizofrenia es una enfermedad hereditaria, prevalente en algo menos del 1% de la población, con efectos negativos sobre la fecundidad, especialmente en los hombres.  Debido a esto, fue quizás la primera condición psiquiátrica planteada explícitamente como que requería específicamente una explicación evolutiva,  en la llamada 'paradoja de la esquizofrenia' (ahora más conocida como la paradoja de los trastornos mentales comunes, dañinos y hereditarios ). Para explicar la persistencia de la esquizofrenia se han planteado diversas hipótesis evolutivas.
Las hipótesis de que la esquizofrenia es una verdadera disfunción son numerosas. Se ha planteado la hipótesis de que la esquizofrenia es un subproducto disfuncional de la evolución humana para el lenguaje y la lateralización del hemisferio cerebral,  o una disfunción del cerebro social,  o está relacionada con la teoría de la mente.  Otras teorías se han referido a la posibilidad de que sea causada por un equilibrio entre mutación y selección.  Sin embargo, las mutaciones raras y de novo esperadas sólo se han encontrado en una pequeña proporción de los casos.  Muchos alelos que predisponen a la esquizofrenia son comunes en la población, lo que hace plausibles las hipótesis adaptativas, como se viene observando desde mediados del siglo XX. 
Las hipótesis que explican que la esquizofrenia es resultado de una adaptación varían ampliamente. Los primeros teóricos propusieron que transmitía mejoras al sistema inmunológico o la recuperación de enfermedades  o facilitaba la división de grupos.  Inspirado por las antiguas ideas culturales de que la locura está relacionada con el genio, Nettle propuso que la esquizotipia podría estar relacionada con el éxito creativo,  lo que se sumaba al éxito en el apareamiento, y que los efectos positivos de los rasgos esquizotípicos podrían ser una explicación de por qué estos rasgos persisten.. Sin embargo, se ha descubierto que el beneficio medido en materia de fecundidad de tales rasgos no compensa el costo de la esquizofrenia a través de la aptitud inclusiva (aunque esto puede deberse a un sesgo de selección). 
La hipótesis chamanista de la esquizofrenia afirma que en las sociedades tradicionales la experiencia de la psicosis facilitó la inducción de chamanes (practicantes mágico-religiosos como curanderos, adivinos, curanderos, exorcistas y médiums). El chamanismo es una característica común de las sociedades humanas, y se considera que ciertos individuos tienen una conexión particular con el mundo sobrenatural que les otorga la capacidad de realizar magia, especialmente curación. Esto en particular se utiliza para explicar el contenido religioso y grandioso común de las experiencias psicóticas y la creencia en poderes sobrenaturales, que en las sociedades tradicionales pueden haber sido creídas en lugar de descreídas. El inicio de la esquizofrenia también se parece mucho a las iniciaciones chamánicas, que a menudo presentan alucinaciones, delirios y habla incoherente. Los antropólogos han reconocido durante muchas décadas los posibles vínculos entre el chamanismo y la locura (por ejemplo, "... las personas con enfermedades mentales a menudo son consideradas sagradas en las sociedades primitivas"  y "Hoy en día, la debilidad mental se trata con desprecio en Niue, pero la locura todavía llama respeto" ), pero la versión más reciente de la teoría es la de Joseph Polimeni,  quien sostiene que los chamanes facilitan el funcionamiento del grupo y, por lo tanto, la psicosis evolucionó como resultado de la selección del grupo. Los críticos han argumentado que los estados de trance y el autocontrol exhibidos por los chamanes son diferentes a las características de la esquizofrenia.

### Trastorno del espectro autista (TEA)
El trastorno del espectro autista se caracteriza por dificultades con la interacción social y la comunicación, y por un comportamiento restringido y repetitivo. En los países desarrollados, alrededor del 1,5% de los niños son diagnosticados con TEA a 2017 ,  frente al 0,7% en 2000 en los Estados Unidos. Se diagnostica de cuatro a cinco veces más a menudo en hombres que en mujeres. 
El autismo difiere ampliamente entre individuos (es muy heterogéneo) con diferentes causas para diferentes individuos. Algunos casos son causados por mutaciones perjudiciales  o traumatismos prenatales y neonatales,  para los cuales no se requiere una explicación adaptativa. Estos casos suelen estar asociados a discapacidad intelectual. Se estima que entre el 5% y el 20% del espectro del autismo puede explicarse por estos procesos disfuncionales, especialmente de carácter genético.   Sin embargo, otros casos de autismo son elegibles para explicaciones adaptativas. El hecho de que existan múltiples explicaciones para el autismo provoca conflictos dentro de la comunidad del autismo, especialmente entre los defensores de la perspectiva de la neurodiversidad y los familiares que cuidan a personas con TEA que tienen discapacidades graves. 
La idea del autismo como transmisor de fortalezas cognitivas se ha vuelto cada vez más popular desde la película Rain Man y el reciente crecimiento de los movimientos por la neurodiversidad y los derechos del autismo, aunque el reconocimiento de una habilidad autista inusual se puede encontrar incluso en los primeros escritos de Hans Asperger, quien llamó a su autista pacientes "pequeños profesores".  Autistas como Temple Grandin han sugerido que los ancestros cazadores-recolectores autistas eran figuras importantes en la comunidad, especialmente por su capacidad inventiva:

"¿Quién crees que hizo la primera lanza de piedra? (...) No fueron los yakkity yaks sentados alrededor de la fogata. Fue un tipo con síndrome de Asperger sentado en el fondo de una cueva tratando de averiguar cómo convertir las rocas en puntas de lanza. Sin algunos rasgos autistas, ni siquiera tendríamos un dispositivo de grabación para grabar esta conversación".

El destacado investigador sobre autismo Simon Baron-Cohen ha propuesto que el autismo es un tipo cognitivo sistematizador extremo,  en un espectro sistematizador-empático en el que caen todas las personas, en cierto modo relacionado con la dimensión de intereses cosas-personas. Reconoció el talento excepcional de muchas personas autistas en algún área de conocimiento o habilidad no humana.  En su libro, "Los buscadores de patrones: cómo el autismo impulsa la invención humana",  propone una teoría de la inventiva humana que sitúa a los individuos autistas con versiones extremas de estos rasgos inventivos (o sistematizadores).
Marco del Giudice ha sugerido que los rasgos similares al autismo en su forma no patológica contribuyen a una estrategia típica masculina orientada hacia una alta inversión de los padres, un bajo esfuerzo de apareamiento y una asignación de recursos a largo plazo.  También ha relacionado esto con una estrategia de historia de vida lenta.  Esto se basa en el hecho de que los autistas muestran un menor interés en el apareamiento a corto plazo, una mayor inversión específica en la pareja y un mayor compromiso con las relaciones románticas a largo plazo.
Bernard Crespi ha sugerido que el autismo es un trastorno de alta inteligencia,  señalando que el autismo comúnmente involucra componentes de inteligencia mejorados, pero desequilibrados. Esta hipótesis está respaldada por evidencia que muestra que el autismo y el alto coeficiente intelectual comparten un conjunto diverso de correlatos convergentes, que incluyen un cerebro de gran tamaño, un crecimiento cerebral rápido, mayores capacidades sensoriales y visoespaciales, funciones sinápticas mejoradas, mayor concentración de atención, un estatus socioeconómico alto, etc. toma de decisiones deliberativa, intereses profesionales y ocupacionales en ingeniería y ciencias físicas, y altos niveles de apareamiento selectivo positivo. Por lo tanto, las recientes presiones de selección evolutiva para una alta inteligencia en los humanos han transmitido riesgo de autismo.

### Desorden de personalidad antisocial
El trastorno de personalidad antisocial (a veces conocido como sociopatía o psicopatía), se caracteriza por el engaño, la falta de empatía y culpa, la impulsividad y el comportamiento antisocial.  Se estima que la prevalencia de la psicopatía en la población general es de alrededor del 1%,   y del 20% en la población carcelaria  con tasas más altas en América del Norte que en Europa.  La psicopatía, el narcisismo y el maquiavelismo se consideran parte de la Tríada Oscura, rasgos que generalmente se caracterizan por el egoísmo y la baja amabilidad. 
Se han propuesto varias hipótesis evolutivas para explicar la psicopatía y la Tríada Oscura. Dentro de un contexto ancestral, un alto interés propio y bajos niveles de empatía podrían funcionar como una estrategia de apareamiento a corto plazo. Existe evidencia de que los rasgos de la Tríada Oscura se correlacionan positivamente con la cantidad de parejas sexuales, una sociosexualidad más irrestricta y la preferencia por parejas a corto plazo. 
Glenn y cols.  expuso dos teorías sobre cómo la selección podría permitir rasgos psicopáticos. La primera es como una estrategia rápida de historia de vida, asociada con una menor concentración en el futuro, una toma de alto riesgo y un apareamiento a corto plazo. El segundo es el equilibrio de selección de mutaciones, con muchos alelos comunes de pequeño efecto seleccionados, que, cuando se acumulan, pueden dar como resultado un comportamiento psicopático, sin ninguna alteración significativa de la aptitud reproductiva.
El influyente relato de Mealey  afirma que los psicópatas están diseñados para el engaño social y evolucionaron para perseguir estrategias de vida manipuladoras o estrategias de trampa (reflejadas en los modelos de teoría de juegos de cooperación con tramposos). Las estrategias de trampa son estables en bajas frecuencias en la población, pero serán detectadas y castigadas en frecuencias más altas. Esta estrategia dependiente de la frecuencia explicaría la prevalencia de rasgos psicopáticos en la población.
Mealey  hace cuatro afirmaciones sobre la psicopatía:
- Existe una predisposición genética a la psicopatía, que normalmente se distribuye en todas las poblaciones.
- Unos pocos individuos serán considerados " moralmente locos" en cualquier cultura, debido a que la selección ocupa este nicho pequeño y dependiente de la frecuencia.
- Dependiendo de las condiciones ambientales, los individuos que son menos extremos en el continuo seguirán una estrategia de trampa similar.
- En todos nosotros está presente un continuo genético subyacente de psicopatía, que se hace evidente cuando las estrategias antisociales son más rentables en determinadas condiciones.

Mealey  también explica la mayor prevalencia masculina y los factores ambientales predisponentes (bajo atractivo físico, edad, salud, atractivo físico, inteligencia, estatus socioeconómico y habilidades sociales) como señales de que es preferible una estrategia de trampa, de ahí que estos factores estén asociados con rasgos psicopáticos.

### Depresión
El trastorno depresivo mayor (TDM) se caracteriza por al menos dos semanas de mal humor persistente. Se acompaña de una amplia variedad de sentimientos negativos como baja autoestima, pérdida de interés en actividades que normalmente se disfrutan y poca energía. Existen múltiples explicaciones evolutivas posibles para la aparición de depresión y mal humor en humanos. Muchas hipótesis diferentes no son mutuamente excluyentes. Se ha sugerido que diferentes acontecimientos de la vida y otros procesos patológicos son responsables de diferentes formas de depresión  con subtipos relacionados con infección, estrés a largo plazo, soledad, experiencia traumática, conflicto de jerarquía, duelo, rechazo romántico, eventos posparto, temporada, productos químicos, enfermedades somáticas y hambre. Se sugiere individualizar el tratamiento basándose en subtipos causales como orientación para los tratamientos. Otras hipótesis incluyen:

#### Hipótesis de orientación social
La hipótesis de la competencia social (de manera similar a la teoría del rango social) interpreta la depresión como una emoción de sumisión, una estrategia involuntaria para crear una sensación subjetiva de incapacidad. Los sentimientos de impotencia o impotencia causan esta incapacidad, inhibiendo la agresión hacia personas de mayor rango y señalando sumisión. El mal humor fomenta la aceptación de una pérdida de rango y promueve la rendición.  John Price respaldó esta teoría, señalando que las gallinas que pierden una pelea se retiran del compromiso social y actúan sumisamente, reduciendo nuevos ataques por parte de gallinas de mayor rango jerárquico y evitando ser heridas o incluso muertas. 
De manera similar a la hipótesis de la competencia social, la "hipótesis del riesgo social" afirma que la depresión impide que las personas participen en interacciones sociales que podrían llevarlas al ostracismo. Esta hipótesis está inspirada en la búsqueda de alimento sensible al riesgo. Sugiere que las personas que mantienen relaciones sociales exitosas pueden tolerar niveles más altos de asunción de riesgos sociales, mientras que, por otro lado, las personas con una posición social baja no pueden. La teoría sugiere que el bajo estado de ánimo que acompaña al TDM existe para reducir la posible asunción de riesgos y fomenta el aislamiento en esos individuos. 

#### Hipótesis del dolor psíquico
La depresión es común en personas que persiguen objetivos inalcanzables y la depresión podría ser una manifestación, de manera similar a la hipótesis de la competencia social, de una falta de rendición.  El bajo estado de ánimo aumenta la capacidad del organismo para hacer frente a los desafíos adaptativos característicos de situaciones poco propicias. El pesimismo y la falta de motivación pueden dar una ventaja física al inhibir ciertas acciones. Cuando los planes de vida actuales no funcionan, la angustia y la falta de motivación que caracterizan a la depresión pueden motivar la planificación y la reevaluación o la fuga, incluso mediante el suicidio. Los sentimientos de tristeza y desánimo pueden ser un estímulo útil para considerar formas de cambiar la situación, desvinculando la motivación de una meta inalcanzable. En la naturaleza, tendría sentido disminuir la motivación en situaciones en las que actuar sería inútil y, por tanto, un desperdicio de recursos. Por tanto, el bajo estado de ánimo en esas situaciones ayudaría al individuo a conservar la energía. Esta hipótesis está inspirada en el teorema del valor marginal.
La hipótesis de la "rumia analítica" es un refinamiento de la hipótesis del dolor psíquico. Sugiere que los síntomas depresivos son desencadenados por problemas complejos y la incapacidad de encontrar el curso de acción correcto. Esta teoría describe cómo esto podría conducir a una pérdida de interés en prácticamente todas las actividades para beneficiar al individuo a concentrarse exclusivamente en el problema en cuestión. 

#### Grito de ayuda e hipótesis de negociación
La depresión, la autolesión deliberada y el suicidio pueden ser reacciones a circunstancias de la vida que alientan a otros a proporcionar recursos y ayuda al individuo deprimido o suicida. Los miembros del grupo, y especialmente los familiares, tienen un gran interés en mantener vivo al individuo deprimido y cambiar sus circunstancias de tal manera que vuelva a ser un miembro funcional de la sociedad. Puede darse el caso de que ciertas elecciones de vida (por ejemplo, casarse con alguien que no agrada a tus padres) sean posibles sólo cuando la familia o el grupo social observan un comportamiento depresivo o suicida.  Esto podría explicar varios factores precipitantes de la depresión.  Sin embargo, algunas investigaciones han encontrado que los signos de depresión sólo conducen a un aumento a corto plazo de la atención por parte de los miembros de la familia, después del cual tienden a retirarse. 

### Trastornos de la alimentación
Existen perspectivas evolutivas sobre la anorexia nerviosa (en adelante, "anorexia") y la bulimia nerviosa (en adelante, "bulimia"). La anorexia se caracteriza por la restricción de la ingesta de alimentos, la bulimia por ciclos de atracones (comer en exceso) y purgas (eliminación forzada de los alimentos).  Ambos están asociados con el miedo al aumento de peso, la alteración de la imagen corporal y la preocupación por el atractivo físico. 
La hipótesis de la competencia sexual (Sexual Competition Hypothesis) relaciona los trastornos alimentarios con la forma del cuerpo y la apariencia física y con la función adaptativa en las mujeres humanas (que están muy sobrerrepresentadas en los trastornos alimentarios): se supone que los trastornos alimentarios aumentan el atractivo femenino. Alguna evidencia de poblaciones clínicas y no clínicas respalda esta hipótesis.   Aplican el marco de la teoría de la historia de vida, proponiendo la anorexia como una estrategia de historia de vida lenta, mientras que la bulimia es una estrategia rápida. Ambos estudios tuvieron sus limitaciones y se mencionó además que las estructuras profundas de los trastornos alimentarios pueden no reflejarse en sus clasificaciones actuales. 
Un relato alternativo proviene de Nesse.  Reconociendo que muchos pacientes de anorexia no persiguen activamente a los hombres ni están particularmente interesados en el sexo, y que los trastornos alimentarios se volvieron más comunes en la segunda mitad del siglo XX,  sostiene que los trastornos alimentarios son problemas nuevos sin características redentoras. Son causadas por preocupaciones cada vez mayores sobre la apariencia, vinculadas con la posibilidad en las sociedades modernas de comparar la apariencia de alguien con la de miles de personas al instante. La glorificación de tipos de cuerpo poco realistas en los medios, así como una mayor disponibilidad de sexo, pueden contribuir a esto.  Sin embargo, reconoce que la competencia intrasexual es una fuerza impulsora de la anorexia y la bulimia en las mujeres universitarias. 
La obesidad no es un trastorno alimentario en ningún sistema de clasificación, aunque está establecido que el sobrepeso y la obesidad en particular están relacionados con diversas enfermedades,  y una perspectiva evolutiva puede explicar la tendencia a comer en exceso. El cuerpo humano ha evolucionado para hacer frente a entornos de escasez, seleccionando adaptaciones beneficiosas del hambre y la alimentación. El almacenamiento de grasa permite la preparación para futuras escaseces de alimentos.  En caso de desajuste, los entornos modernos tienen alimentos baratos y fácilmente disponibles, y muy pocos momentos de escasez. Kardum et al. También detalló las diferencias en la composición de nutrientes en las sociedades modernas y ancestrales para ilustrar el desafío que la dieta moderna impone al cuerpo humano y al genotipo aún no adaptados. 

### Ansiedad
La ansiedad es un sentimiento de preocupación, malestar y temor hacia posibles acontecimientos futuros y existe para protegernos de los peligros.   En los EE. UU., los trastornos de ansiedad son la enfermedad mental más común y se espera que alrededor del 29% de los adultos padezcan algún trastorno de ansiedad a lo largo de su vida.  Las mujeres se ven afectadas de manera desproporcionada.
Las perspectivas evolutivas sobre los trastornos de ansiedad generalmente consideran la función adaptativa de la emoción de la ansiedad normal y las razones por las que este sistema adaptativo puede manifestarse en los distintos tipos de trastorno de ansiedad. 
Una explicación evolutiva clave para el trastorno de ansiedad es el principio del detector de humo.  A menudo es preferible a la ansiedad hiperactiva en situaciones peligrosas, de la misma manera que un detector de humo está diseñado para sobreactivarse. Randolph Nesse escribe:

"Tienes sed en la antigua sabana africana y hay un abrevadero justo delante, pero oyes un ruido en la hierba. Podría ser un león, o podría ser solo un mono. ¿Deberías huir? Depende de los costos. Supongamos que huir en pánico cuesta 100 calorías. No huir no cuesta nada si solo se trata de un mono, pero si el ruido lo hizo un león, el costo es de 100.000 calorías, ¡aproximadamente la cantidad de energía que obtendría un león al comerte a ti!"

Además de la ansiedad normal, existen varios tipos de trastornos de ansiedad que se caracterizan por miedo y ansiedad excesivos.  Estos trastornos incluyen: fobias específicas (p. ej., agorafobia), trastorno de ansiedad generalizada, trastorno de ansiedad social, trastorno de ansiedad por separación, trastorno de pánico y mutismo selectivo. 

## Tratamiento
Hasta ahora, la psiquiatría evolutiva se ha concentrado principalmente en explicaciones científicas de los trastornos mentales en lugar de desarrollar enfoques de tratamiento novedosos.  Sin embargo, existen varias consecuencias de adoptar una perspectiva evolutiva sobre los trastornos mentales para las decisiones de tratamiento, a nivel individual y de salud pública, que hacen de la psiquiatría evolutiva un campo importante de investigación y aplicación futuras. 
Se puede interpretar que las explicaciones evolutivas de los trastornos que los replantean como adaptaciones no coincidentes o costosas implican que el tratamiento es innecesario (pero ésta no es la opinión de los psiquiatras evolucionistas) y es el mismo error que cometen quienes creen que la biología evolutiva significa respaldar la eugenesia, una versión de la falacia naturalista : que lo que es natural (en este caso, evolucionado) es bueno. Muchas intervenciones médicas son "antinaturales" en este sentido (por ejemplo, anticonceptivos y anestésicos). Las explicaciones de la psiquiatría evolutiva no tienen ningún valor inherente para dirigir el tratamiento. Randolph Nesse escribe:

"Al enterarse de que el estado de ánimo bajo puede ser útil, algunas personas concluyen que, por lo tanto, no debe tratarse. Este error es similar al que surgió cuando se inventó la anestesia: algunos médicos se negaron a utilizarla, incluso durante las cirugías, porque, según decían, el dolor es normal. No debemos permitir que la nueva comprensión de la utilidad del estado de ánimo bajo interfiera en nuestros esfuerzos por aliviar el dolor mental".: 111 

Aunque las explicaciones evolutivas pueden no afectar la necesidad del tratamiento, pueden ser directivas o de apoyo al tratamiento, o hacer que las estrategias de tratamiento actuales sean más efectivas. Los beneficios propuestos de adoptar una perspectiva evolutiva de los trastornos mentales provienen en gran medida de la integración de explicaciones evolutivas en la psicoterapia.    Bailey y Gilbert escriben:

"El enfoque evolutivo ayuda a responder tres preguntas fundamentales sobre la humanidad que van al corazón de la ayuda profesional y la práctica clínica: primero, ¿qué y quiénes somos como seres humanos? Es decir, ¿qué es la naturaleza humana o la 'normalidad' de la especie?; segundo, ¿cómo y por qué los humanos se desarrollan y/o se comportan de maneras menos que óptimas? Es decir, ¿qué nos puede decir la evolución sobre las causas del sufrimiento y la psicopatología?; y, tercero, ¿qué pueden hacer los profesionales de la ayuda y los psicoterapeutas para mejorar o incluso 'curar' el sufrimiento del corazón y la mente?": 333 

Se ha sugerido que los pacientes se sienten alentados y desestigmatizados al escuchar explicaciones evolutivas de sus condiciones,  con efectos positivos durante la terapia cognitivo-conductual; la integración del conocimiento de la genética conductual, la neurociencia y la psiquiatría evolutiva en la psicoterapia se ha denominado "terapia cognitiva informada".  por Mike Abrams. Abrams también propone que reconocer la naturaleza heredada y algo inmutable de ciertos rasgos (como la psicopatía y el autismo) implica que los terapeutas no deberían intentar alterar las características de los rasgos, sino brindar consejos sobre cómo utilizar mejor estos tipos cognitivos en el contexto de la modernidad. sociedad. Esto se alinea con los objetivos y afirmaciones del movimiento de la neurodiversidad.
Las explicaciones evolutivas de los trastornos mentales, especialmente de los desajustes, tienen connotaciones para las medidas de salud pública y la psicología organizacional. Los trastornos que son consecuencia de entornos nuevos pueden rectificarse o prevenirse implementando estructuras sociales que reproduzcan mejor los entornos ancestrales. Por ejemplo, la depresión posparto puede ser más probable en entornos modernos donde a los padres solteros se les da la responsabilidad exclusiva de criar a un niño, lo cual es muy inusual en el contexto de una historia evolutiva de aloparentalidad y cuidado comunitario. Al revertir este desajuste, los servicios sociales que apoyan a las nuevas madres en la crianza de los hijos pueden prevenir la depresión posparto (consulte Enfoques evolutivos de la depresión posparto). Los entornos educativos y laborales que son particularmente propensos a causar trastornos mentales también pueden modificarse para adaptarse mejor a las capacidades psicológicas humanas naturales.